# Ratko Perić (general)
Ratko Perić, bosansko-hercegovski general, * 20. oktober 1914, † 4. november 1985.

## Življenjepis
Leta 1941 je vstopil v NOVJ in KPJ. Med vojno je bil poveljnik več enot.
Po vojni je bil pomočnik poveljnika Ozne za BiH, poveljnik Šole ljudske milice, poveljnik mesta Sarajevo, poveljnik polka,...